# Pseudopagyda
Pseudopagyda és un gènere d'arnes de la família Crambidae. Conté només una espècie, Pseudopagyda homoculorum, que es troba a Tailàndia.